# Ambassade van Guyana in Suriname
De ambassade van Guyana in Suriname staat aan de Henck Arronstraat in Paramaribo.
Guyana was vanaf de eerste dag van de Surinaamse onafhankelijkheid, op 25 november 1975, met een ambassade in Paramaribo gevestigd, door de beslissing het consulaat per die dag tot ambassade te verheffen. Guanees minister van Buitenlandse Zaken, Frank Wills, benadrukte de wens voor ook een Surinaamse ambassade in Guyana, wat onderlinge afspraken zou vergemakkelijken zoals over een gezamenlijke marktprijs voor bauxiet. Een kwestie die niettemin decennia lang onopgelost is gebleven, is de grensbepaling in het Tigri-gebied.

## Ambassadeurs
De volgende lijst is niet compleet:
| Ambassadeur      | start            | vertrek        | opmerking |
| ---------------- | ---------------- | -------------- | --------- |
| Karshanjee Arjun | 3 december 1994  | 1 oktober 2008 |           |
| Merlin Udho      | 23 november 2009 | februari 2012  |           |
| Keith George     | 21 maart 2012    | 2022           |           |
| Virjanand Depoo  | 24 november 2022 |                |           |

## Consulaat
Aan de ambassade is een consulaat in Nieuw-Nickerie verbonden sinds 2003.
| Consul             | start           | vertrek | opmerking |
| ------------------ | --------------- | ------- | --------- |
| Arlington Bancroft | 1 november 2003 | 2016    |           |
| Esther Griffith    | 18 juni 2016    |         |           |